# Gli occhiali
Gli occhiali (The Spectacles) è un racconto di genere farsesco scritto da Edgar Allan Poe e pubblicato nel 1844.

## Trama
Il narratore, un giovane di 22 anni di nome Napoleone Bonaparte, cambia il proprio cognome da "Froissart" a "Simpson" come requisito per ereditare una grossa somma da un lontano cugino, Adolphus. Una sera, mentre si trova a teatro a New York ad assistere ad un'opera, vede tra il pubblico quella che a lui pare una bellissima donna e se ne innamora all'istante. Egli descrive a lungo le grazie di lei, pur non essendo in grado di vederne accuratamente il volto in quanto estremamente miope; si rifiuta difatti risolutamente di adoperare gli occhiali.
Il conoscente che si trovava con lui, Talbot, identifica presto la donna come la signora Eugenia Laland, una ricca vedova, e promette di presentargliela al più  presto; il ragazzo compie un'opera assidua di corteggiamento ed arriva fino al punto di proporle il matrimonio. Lei però gli fa promettere che la sera precedente alla prima notte di nozze egli indosserà gli occhiali, e lui acconsente volentieri.
Quando però si mette gli occhiali il giovane s'accorge che quella che credeva essere la bellissima Eugenia non è altro che una vecchia sdentata; il ragazzo esprime tutto il suo orrore per l'aspetto di lei, ancor più quando viene a sapere che ha 82 anni e presto si rende conto che è la sua bisnonna. Ogni volta che il narratore ha parlato di Madame Lalande tutti davano per scontato che intendesse una sua parente di molto più giovane, la signorina Stephanie.
Ma quando l'anziana signora Lalande scopre che l'aveva scambiata per una giovane avvenente a causa della sua debole vista, decide di giocargli un brutto scherzo con la complicità di Talbot: imparata la lezione, il giovane finisce con lo sposare la bella Stephanie, giurando al contempo a se stesso di non togliersi mai più gli occhiali.